# Deutsches Haus Ho Chi Minh City
La maison allemande d'Hô Chi Minh-Ville (allemand : Deutsches Haus Ho Chi Minh City) est un ensemble de bâtiments du 1er arrondissement d'Hô Chi Minh-Ville au Viêt Nam.

## Présentation
La Deutsches Haus a ouvert en 2017. 
La construction du complexe de 25 étages a été lancée dans le cadre d'un accord gouvernemental bilatéral entre l'Allemagne et le Vietnam, dans le but de fixer des normes d'efficacité énergétique « made in Germany ». 
C'est l'emplacement du consulat général allemand et d'autres institutions et entreprises, ainsi qu'un centre culturel et économique pour la représentation allemande au Vietnam,. 

## Histoire
En 2008, le ministre fédéral allemand des Affaires étrangères Frank-Walter Steinmeier évoque pour la première fois le projet qui est approuvé en 2013. 
La chancelière Angela Merkel a considéré le permis de construire comme un « symbole important » d'un rapprochement entre l'Allemagne et le Vietnam. 
Selon sa déclaration, les institutions allemandes et les entreprises allemandes intéressées auront leur siège commun au Deutsches Haus à Hô Chi Minh-Ville,.  
En septembre 2017, le bâtiment est achevé et ouvert progressivement. 
Depuis septembre 2018, il y a trois Ours copains dans le hall de la Deutsches Haus, symbolisant le lien entre l'Allemagne et le Vietnam, dont les motifs montrent différents aspects de la relation germano-vietnamienne.  

## Galerie

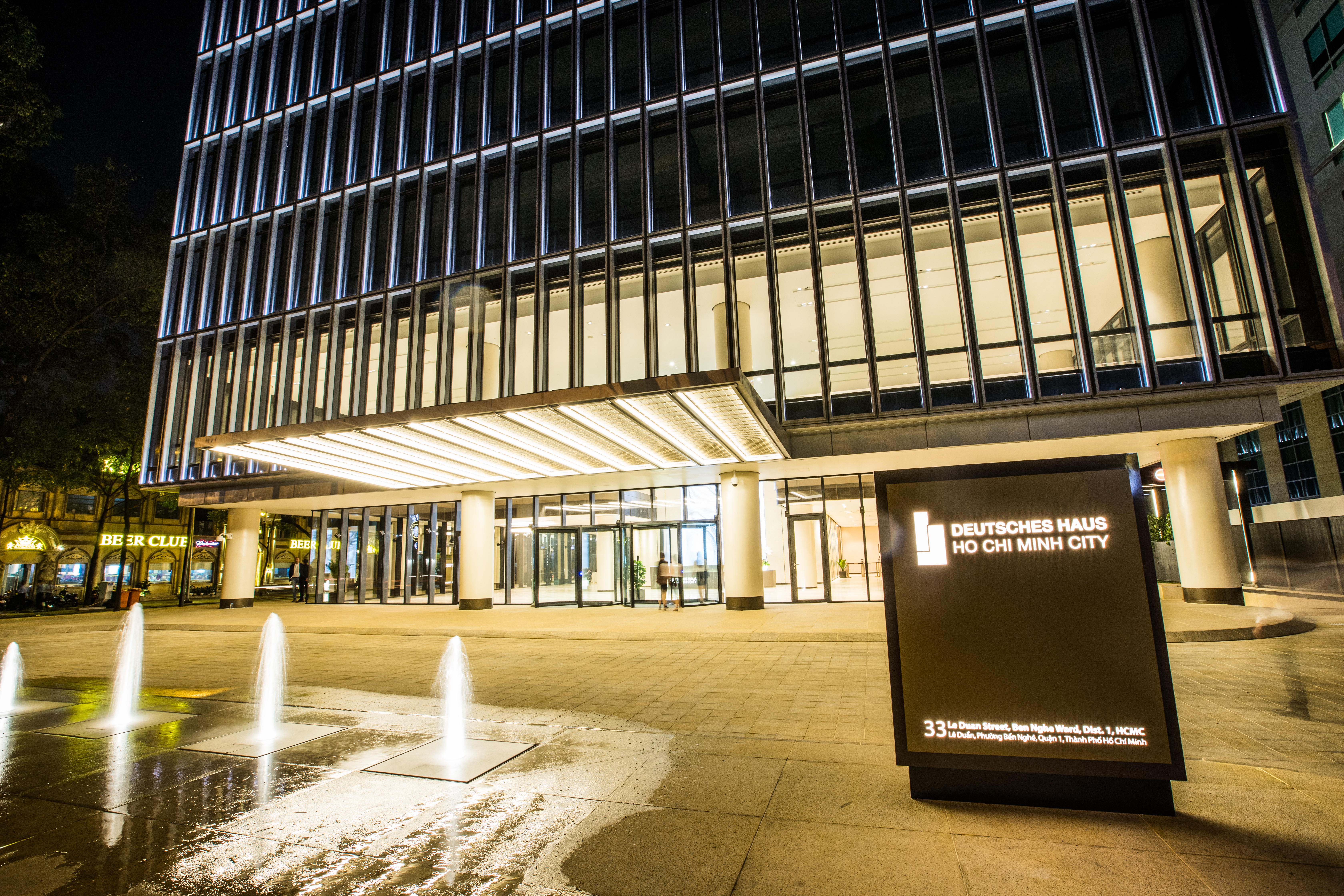
Entrée principale.
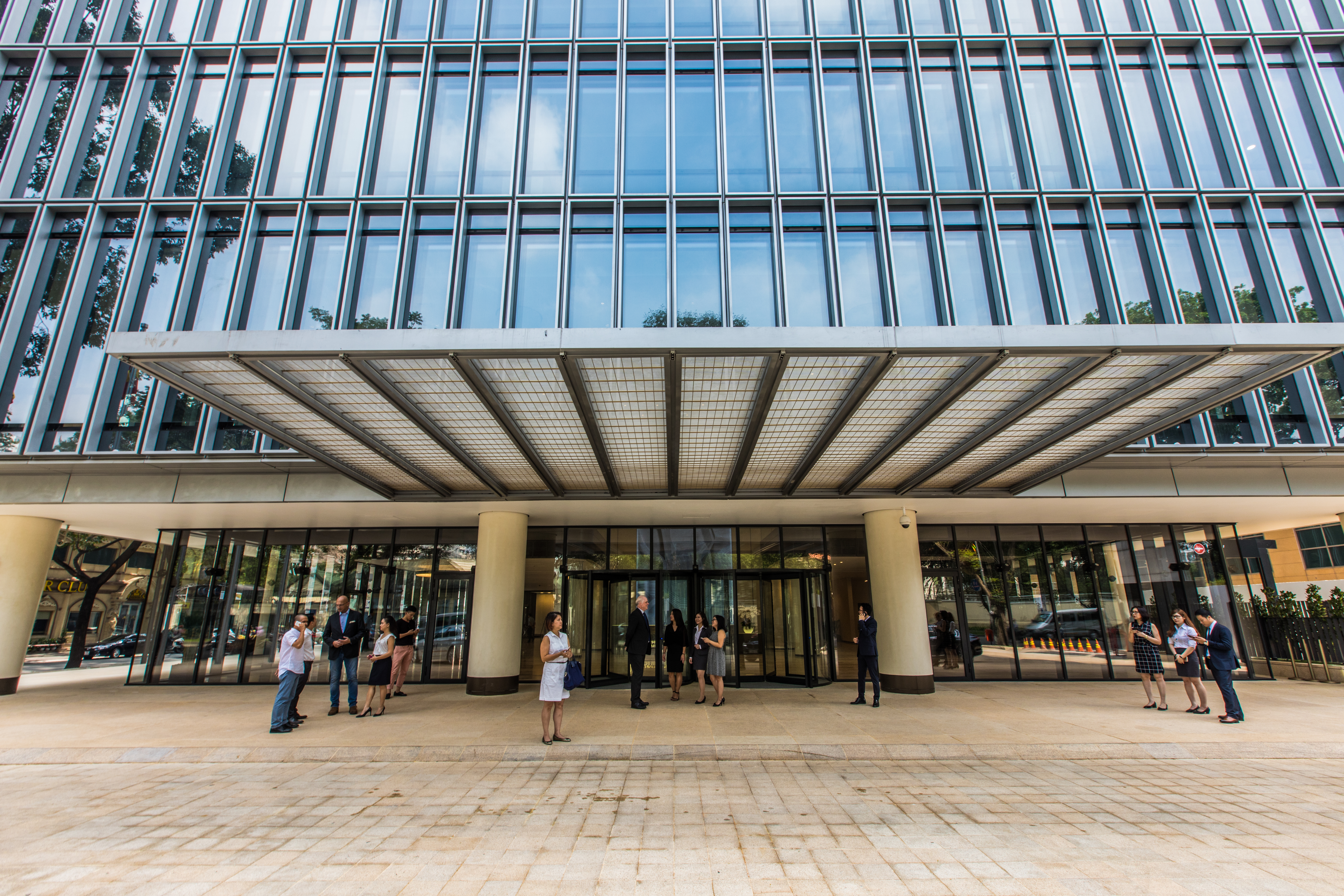
Entrée principale.
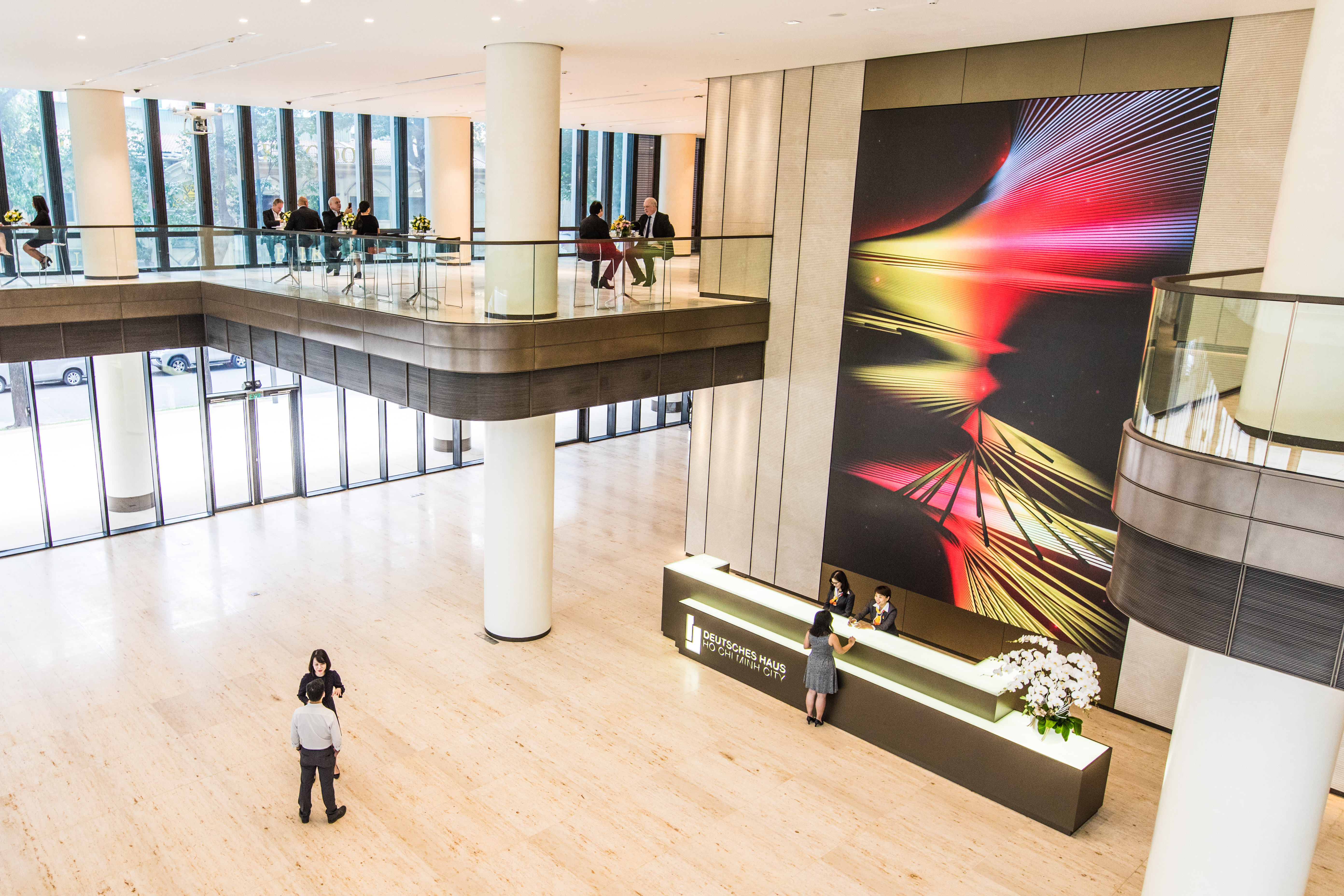
Hall.
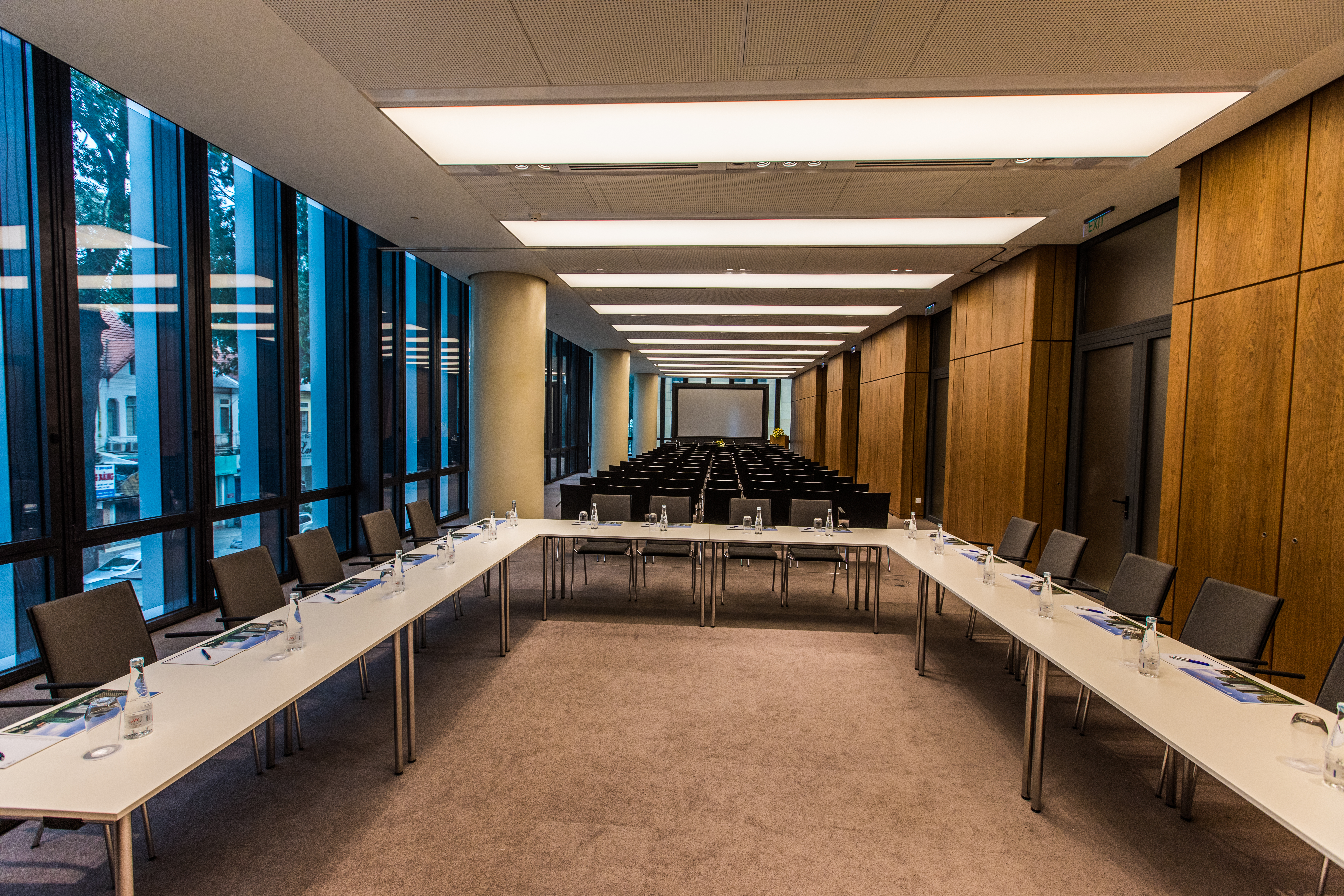
Salle de conférence.

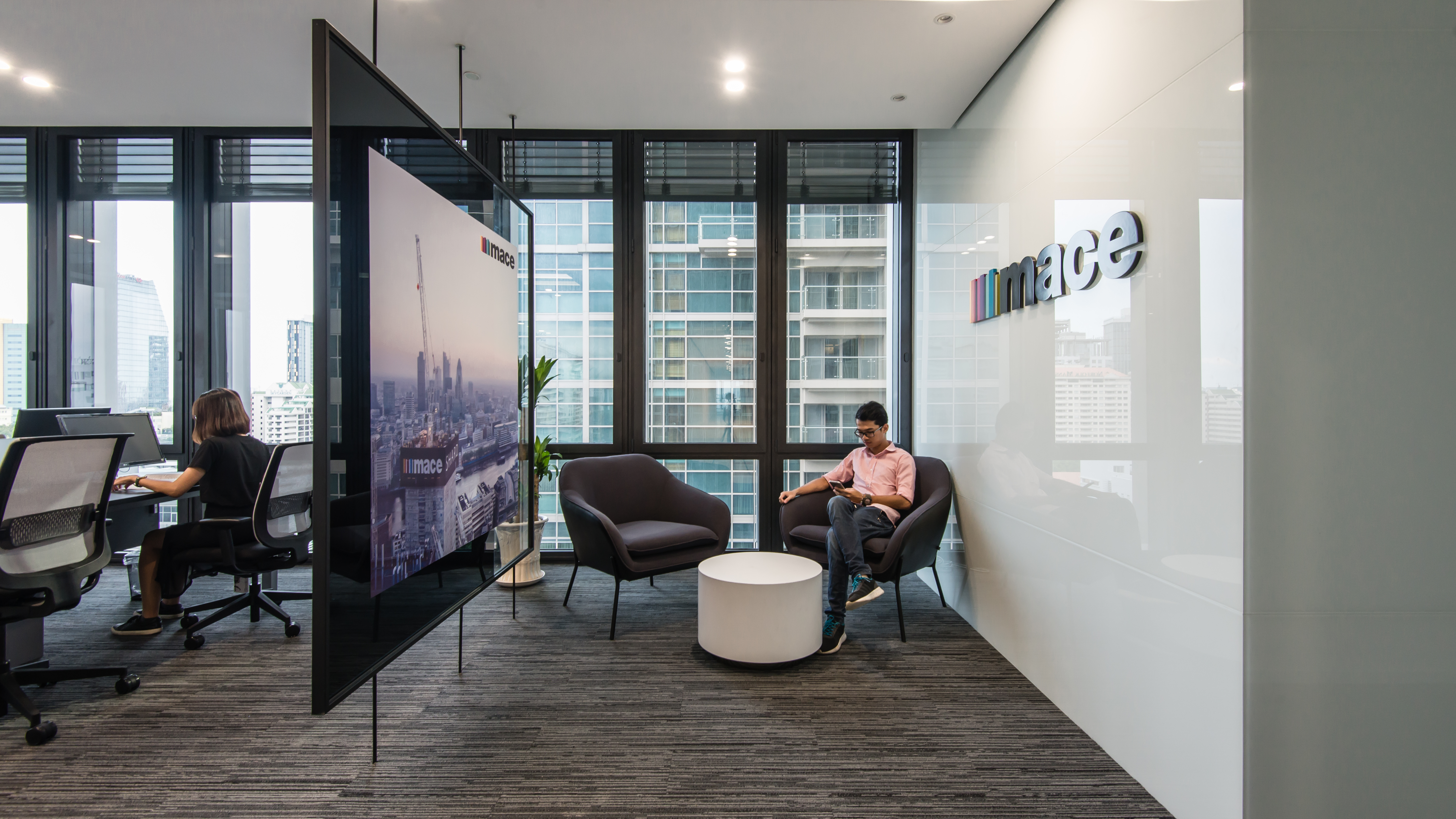
Un bureau.
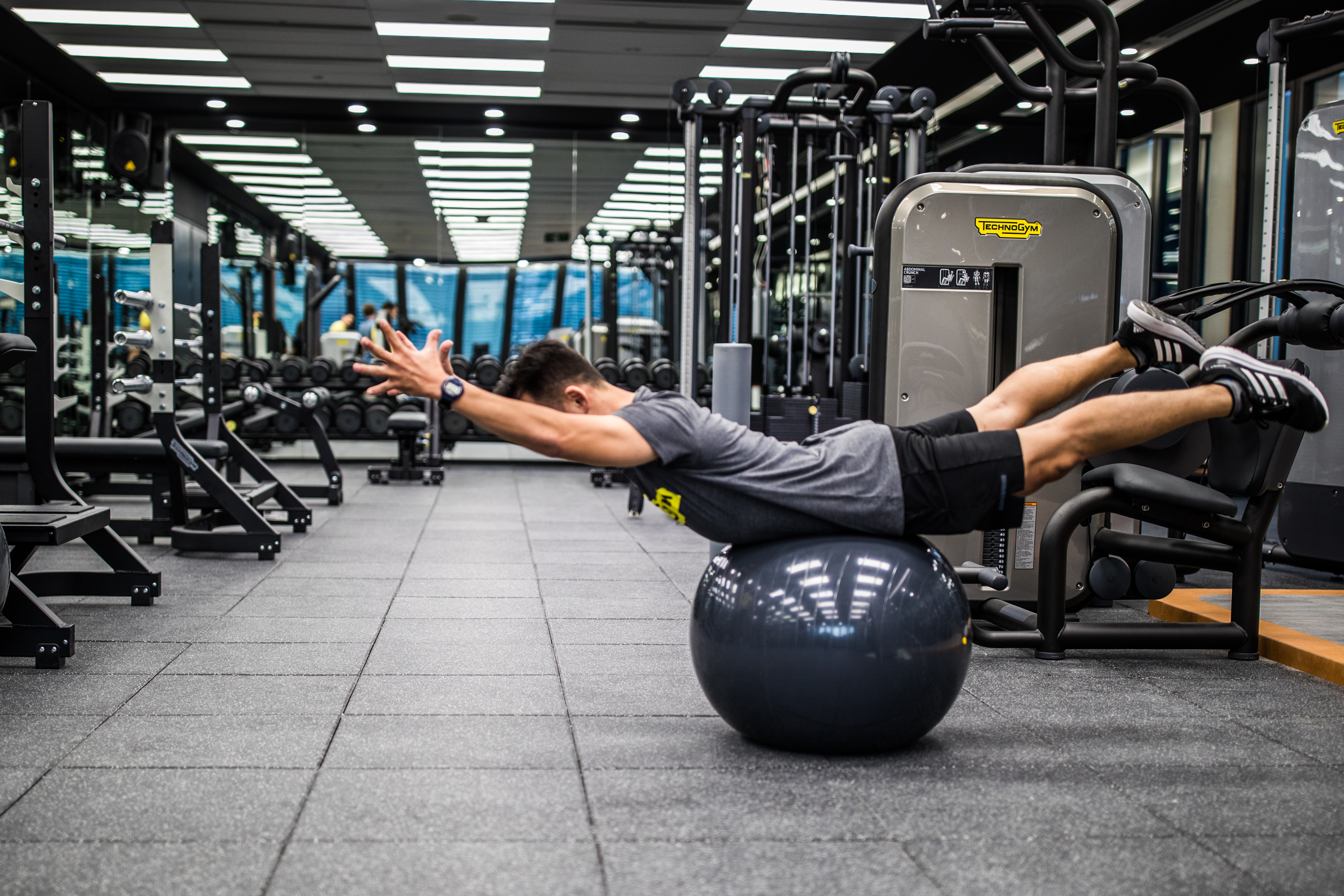
Fitness room
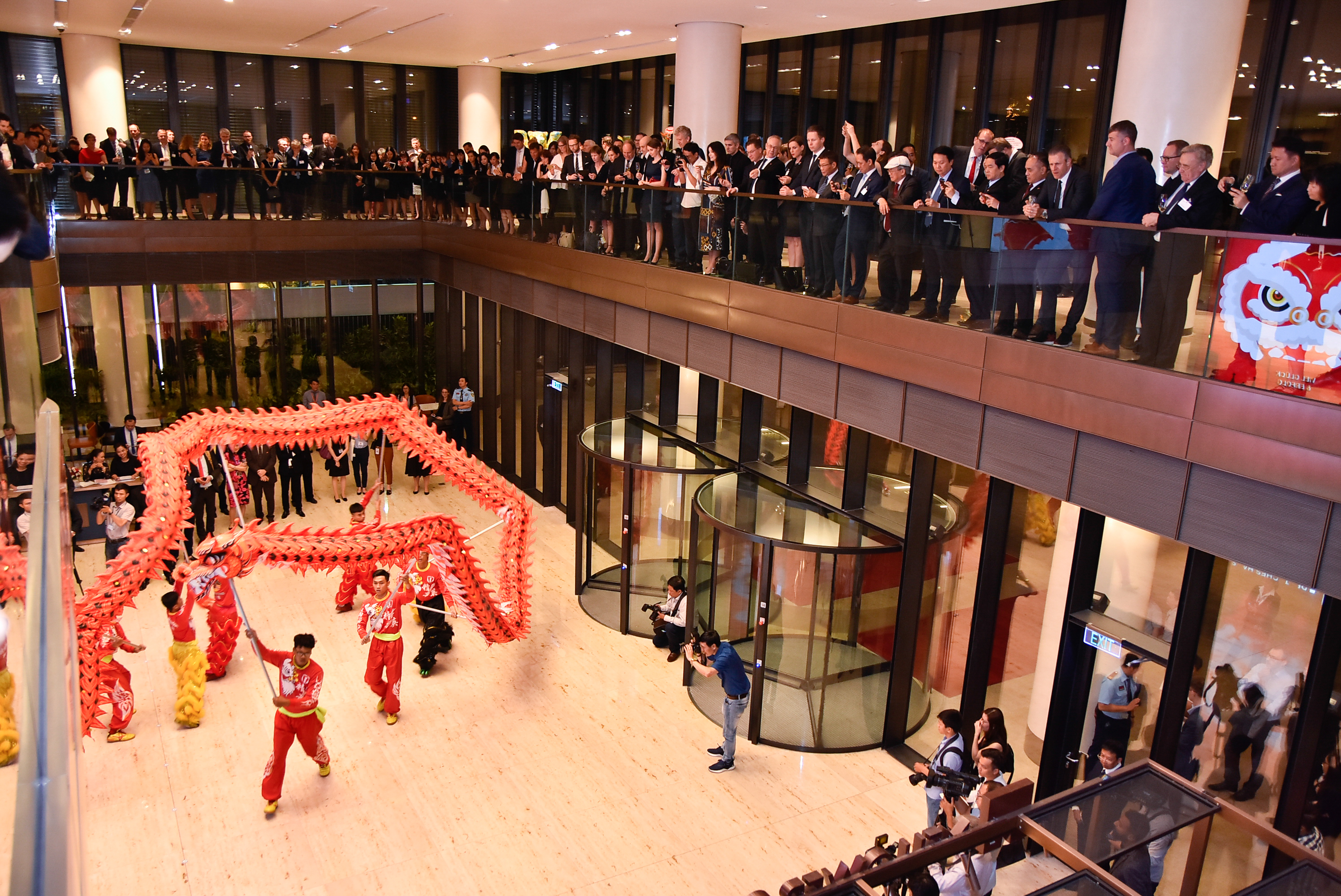
L'inauguration.
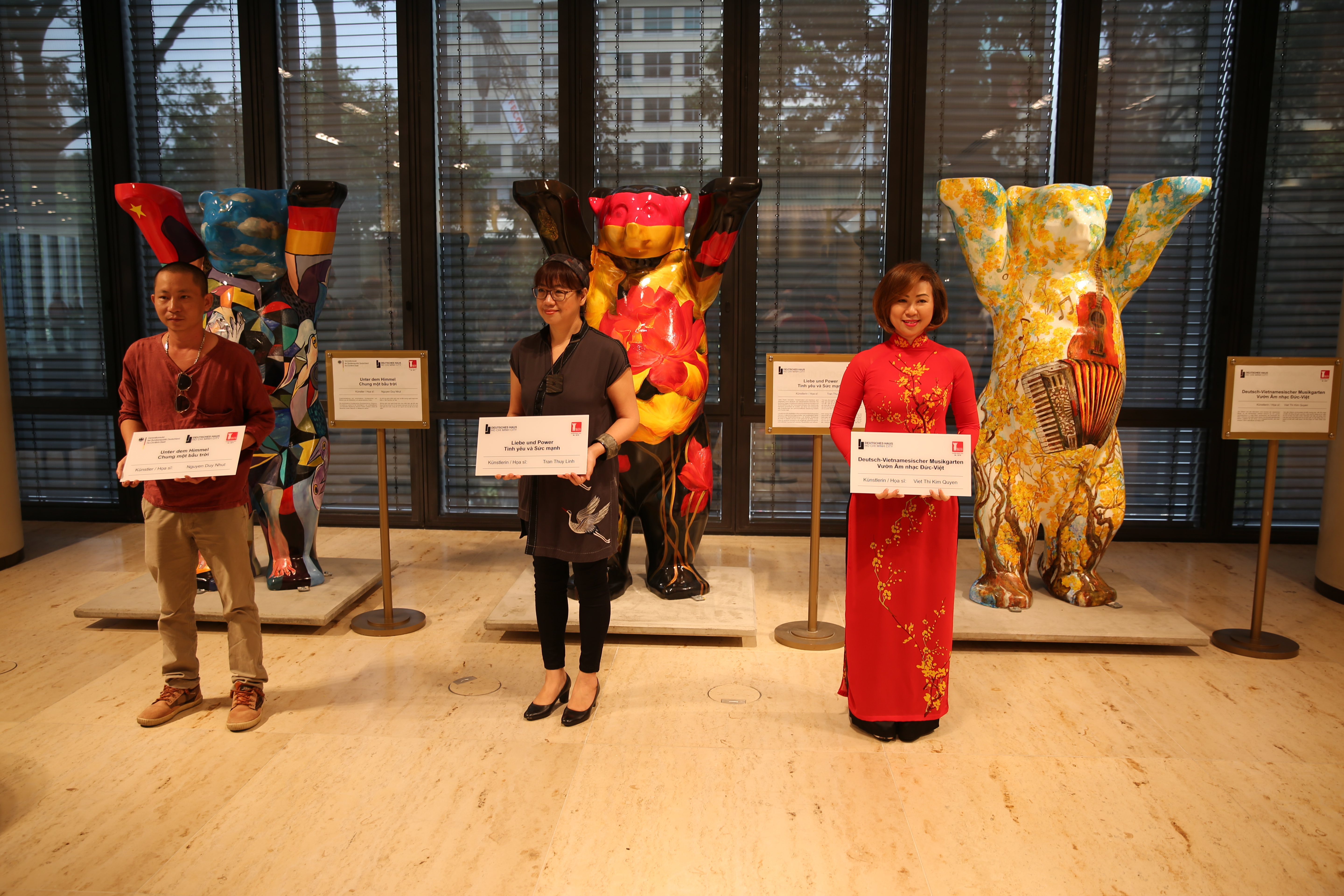
Les trois Ours copains.